# شان هوآنئن
شان هوآنئن (چینی: 单欢欢؛ زادهٔ ۲۴ ژانویهٔ ۱۹۹۹) یک بازیکن فوتبال اهل چین است که در پست مهاجم برای باشگاه فوتبال بیجینگ گوان در سوپر لیگ فوتبال چین بازی می‌کند.